# La Danse des Renards
La Danse des Renards (internationaler englischsprachiger Titel Wild Foxes) ist ein Sportdrama und das Spielfilmdebüt von Valéry Carnoy. Der an einem Sportinternat spielende Coming-of-Age-Film mit Samuel Kircher, Faycal Anaflous, Anna Heckel und Jean-Baptiste Durand feierte im Mai 2025 bei den Internationalen Filmfestspielen in Cannes seine Premiere und soll Mitte März 2025 in die französischen Kinos kommen.

## Handlung
Der junge, vielversprechende Boxer Camille entkommt an einem Sportinternat nur knapp einem tödlichen Unfall. Er wird von seinem besten Freund gerettet. Trotz schneller körperlicher Genesung breitet sich ein rätselhafter Schmerz in ihm aus. Seine Karriereambitionen sind nicht wie zuvor, und auch sein Verhältnis zum Team gerät ins Wanken.

## Produktion

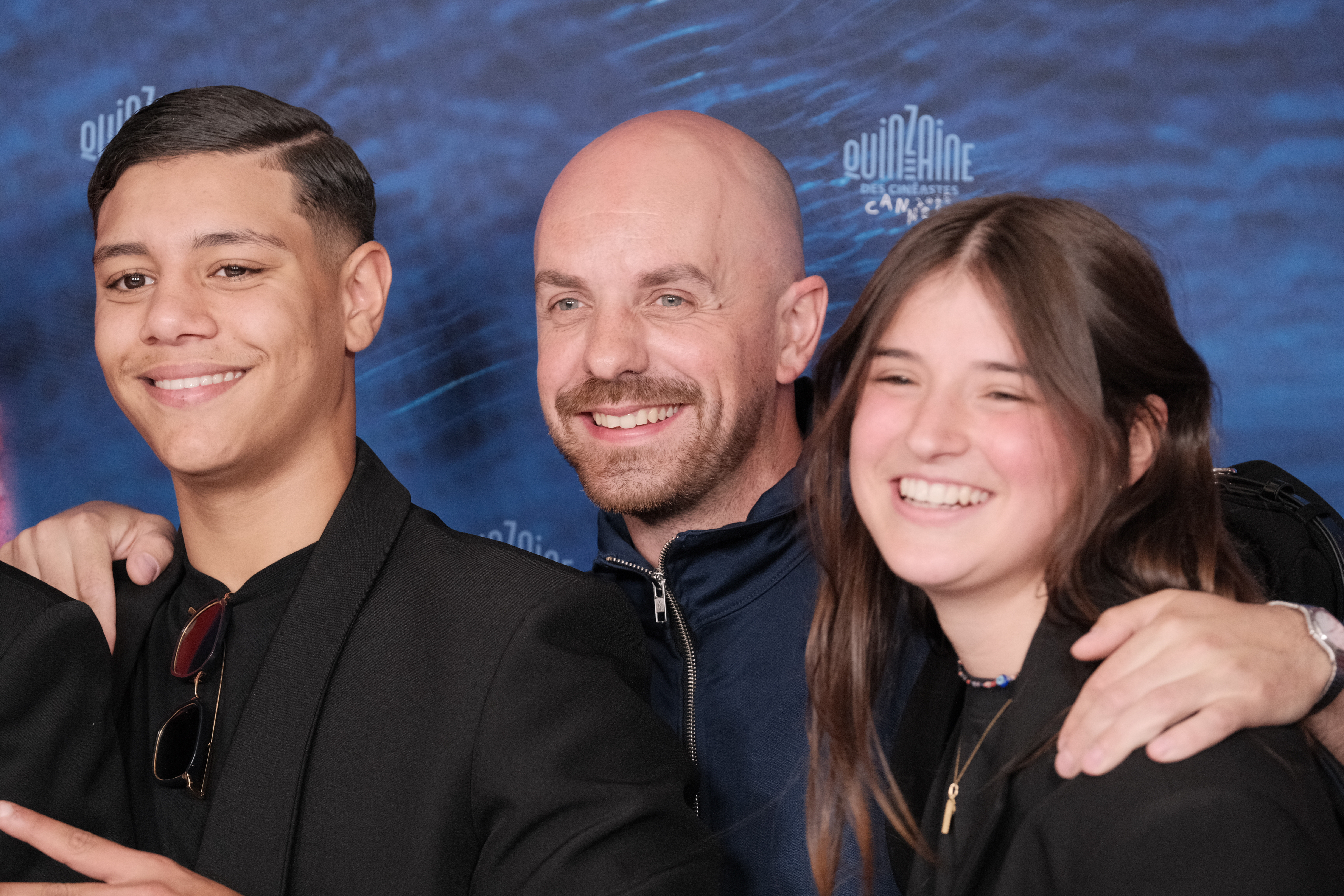
Regisseur Valéry Carnoy mit den Schauspielern Hassane Alili und Anna Heckel

Regie führte Valéry Carnoy, der auch das Drehbuch schrieb. Bei La Danse des Renards handelt es sich nach vier Kurzfilmen um seine Spielfilmdebüt.
Samuel Kircher spielt Camille und Faycal Anaflous seinen besten Freund Matteo. In weiteren Rollen sind Anna Heckel als Yas, Jean-Baptiste Durand als Bogdan und Hassane Alili als Nasserdine zu sehen.
Die Dreharbeiten fanden von Anfang August bis Mitte September 2024 sowohl in Belgien als auch in Frankreich statt.
Die Premiere des Films fand am 17. Mai 2025 bei den Internationalen Filmfestspielen in Cannes statt, wo er in der Quinzaine des cinéastes gezeigt wurde. Der Kinostart in Frankreich ist am 18. März 2025 geplant.

## Rezeption

### Kritiken
Von den bei Rotten Tomatoes aufgeführten Kritiken sind 90 Prozent positiv.

### Auszeichnungen
Internationale Filmfestspiele von Cannes 2025
- Auszeichnung mit dem Label Europa Cinemas (Valéry Carnoy)